# Suchdol nad Odrou (nádraží)
Suchdol nad Odrou je železniční stanice při městysi Suchdol nad Odrou, ležící poblíž levého břehu řeky Odry. Nádraží bylo postaveno během výstavby úseku Lipník nad Bečvou – Bohumín v rámci projektu tzv. Severní dráhy Ferdinandovy, kdy se měla spojit Vídeň se solnými ložisky v polské Haliči. Provoz nádraží byl zahájen v květnu 1847.

## Historie
Suchdol nad Odrou (dřívější názvy: německy: Zauchtel, Zauchtel-Neutitschein, Zauchtel-Nordbahn; česky: Suchdol státní dráha).
V roce 1863 byl původní název Zauchtel změněn na Zauchtel-Neutitschein na žádost okresního zastupitelstva v Novém Jičíně. Změna na Zauchtel, respektive na Zauchtel-Nordbahn, byla provedena po dostavbě místní dráhy do Nového Jičína v roce 1880. V roce 1891 byl zahájen provoz na místní trati Suchdol–Budišov nad Budišovkou a Suchdol–Fulnek.
Od 29. května 2009 je stanice dálkově řízena z CDP Přerov.

## Trať
- Železniční trať Přerov–Bohumín
- Železniční trať Suchdol nad Odrou – Budišov nad Budišovkou
- Železniční trať Suchdol nad Odrou – Fulnek
- Železniční trať Suchdol nad Odrou – Nový Jičín město

### Vlečky
- v km 231,770 DKV Olomouc, PP Suchdol nad Odrou[4]
- v km 0,862 NAVOS, a.s. – vlečka Suchdol nad Odrou[4]

## Výpravní budova
Původní patrová klasicistní budova s valbovou střechou byla zdobená pětiosým rizalitem s trojici východů krytou stříškou, která byla nesena čtyřmi dórskými sloupy. Východy vedly z čekáren a vestibulu. Budova se nacházela na pravé straně kolejí. Plán vypracoval Ing. Karel Hummel. V sedmdesátých letech 19. století došlo k rozšíření výpravní budovy symetricky do obou stran. Byl zbořen vodojem, který byl vedle budovy a postaven nový vodojem za kolejemi naproti výpravny spolu s patrovou obytnou a kasárenskou budovou s valbovou střechou. Vedle výpravny bylo postaveno zděné skladiště s rampami a při obou zhlavích strážní domky. V roce 1880 byla postavena přízemní výpravní budova pro místní dráhu Suchdol–Nový Jičín v blízkosti výpravní budovy SDCF. V roce 1891 byla dána do provozu nová ostrovní výpravna postavena z režného cihelného zdiva. Původní výpravna byla upravena na obytný dům.[zdroj?]

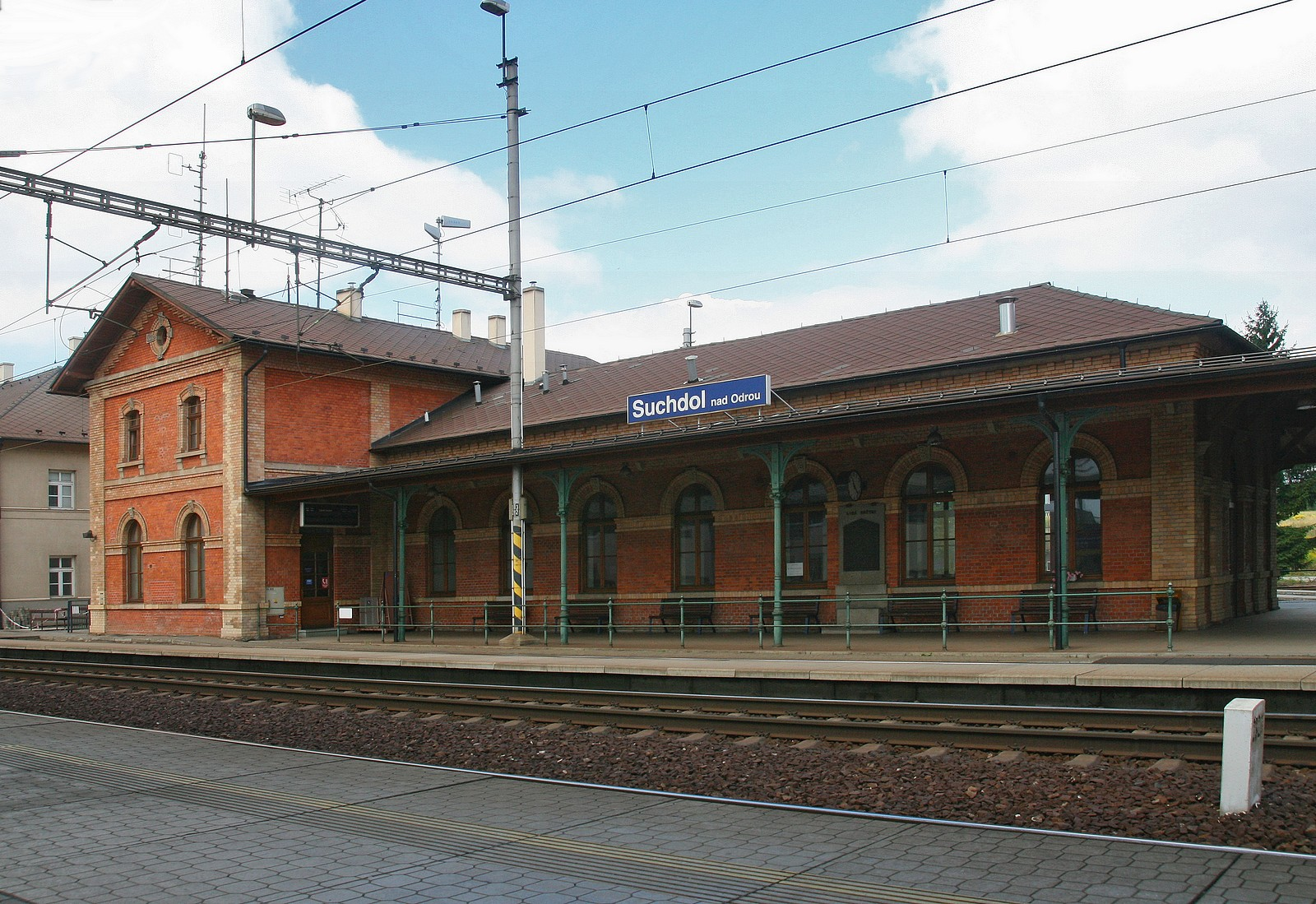

Nová výpravní budova byla koncipována jak pro SDCF (jedna podélná strana), tak pro místní dráhy (druhá podélná strana). Podchod pod kolejištěm spojoval lokální dráhu Suchdol–Nový Jičín s kratší štítovou stranu s trojicí vstupů do vestibulu, k této straně vede i příjezdová cesta. Výpravna tvoří dvě samostatné patrové budovy spojené pultovými přístřešky, které jsou usazeny na litinových sloupech. U příjezdové cesty v patrové budově s mansardovou střechou a kováním se nachází vestibul, který je prosvětlen střešním světlíkem, a po jeho stranách jsou umístěny pokladny a čekárny. Na druhou provozní patrovou budovu se sedlovou střechou štítovou stranou orientovanou ke kolejišti navazuje kolmo přízemní křídlo restaurace. Fasáda byla plasticky členěna a zdůrazněna použitím červených a žlutých cihel. Na zdi budovy je umístěná pamětní deska s nápisem: 
LIDÉ BDĚTE!
DO KOLEJIŠTĚ TOHOTO NÁDRAŽÍ
BYLO DNE 19.1.1945 NACISTY
Z TRANSPORTU SMRTI VYHOZENO
47 NEZNÁMÝCH
UMUČENÝCH POLITICKÝCH VĚZŇŮ
RŮZNÝCH NÁRODNOSTÍ.
BYLI ZAHRABÁNI U ŘEKY ODRY.
PO OSVOBOZENÍ RUDOU ARMÁDOU
V ROCE 1945 BYLI DŮSTOJNĚ
POHŘBENI NA MÍSTNÍM HŘBITOVĚ,
KDE JIM NA VĚČNOU PAMĚŤ BYLA
VYBUDOVÁNA MOHYLA.
ČEST JEJICH PAMÁTCE! MNV SPB ČSD SUCHDOL N.O. 1973.

V osmdesátých letech 20. století byla původní členitá okna nahrazena výklopnými, odstraněna dlažba, dřevěné dveře nahrazeny hlinkovými, fasáda opakovaně barevně natírána atd. V letech 2005–2006 byla provedena rekonstrukce budov podle projektu Ing. arch. Jaroslava Kotka a Ing. Pavla Krátkého. Výpravní budova byla 8. prosince 1998 prohlášena kulturní památkou České republiky.

## Vodárna
Původní vodárna byla situována v linii s výpravní budovou na pravé straně kolejí. Tato vodárna byla zrušena při přestavbě výpravny. Vodárna z roku 1891 byla zděná patrová budova s postranními nižšími křídly s vlastní studnou v objektu. Voda byla přečerpávána do nádrže v patře odkud samospádem odpadovým potrubím tekla k vodním jeřábům. Vodárna byla přestavěna v roce 1936 na patrový objekt. Za kolejemi místních drah byla v roce 1936 postavena nová vodárna se dvěma kruhovými nádržemi. Voda byla čerpána ze studny staré vodárny.[zdroj?]

## Skladiště a remíza

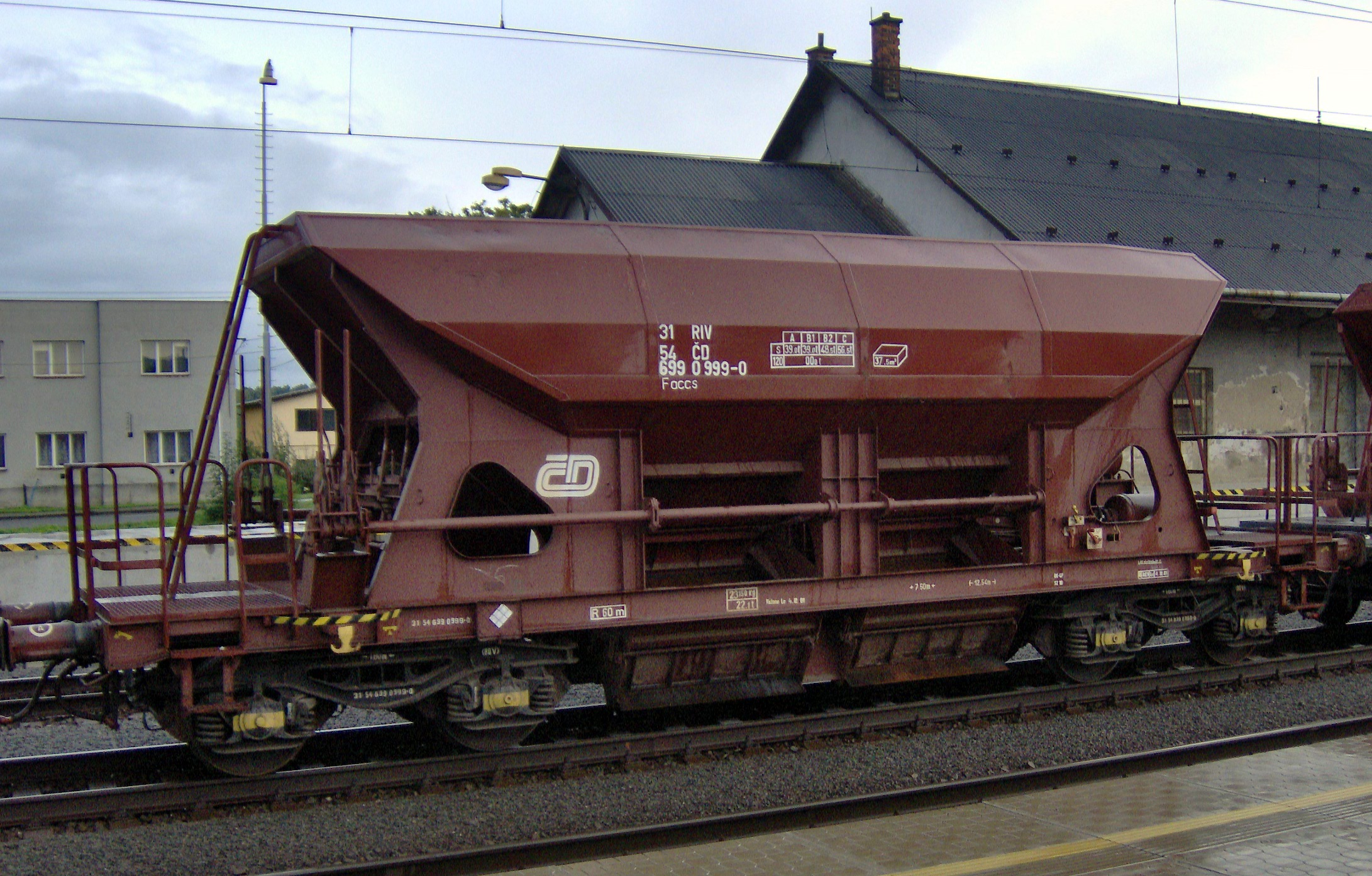
Za výsypným vozem je budova původního skladu z období kolem roku 1870

Pro uložení přepravovaného zboží a surovin bylo v sedmdesátých letech postaveno vedle první výpravní budovy zděné skladiště s rampami a kanceláří. Budova byla omítaná, krytá sedlovou střechou nesenou na dřevěných sloupech a dochovala se v původní dispozici. Budova je orientovaná jednou podélnou stranou s prolomenými vraty ke kolejišti a sloužila k vykládce a nakládce na vagony. druhá podélná strana byla směrována k přednádražní straně a sloužila k nakládce a vykládce zboží z povozů. Ke skladišti vedla od roku 1872 úzkorozchodná animální dráha z mlýna v Jeseníku nad Odrou o délce 4 km a rozchodu 710 mm. V roce 1900 byla elektrifikována. Další kolej o délce 0,415 km odbočovala do továrny na rybí konzervy firmy Warhanek.
Lokomotivní remíza byla postavena v roce 1891. Obdélná zděná budova byla postavena podle typového plánu (Normalplan No 134) z režného zdiva pro čtyři stroje. Měla okna s hrázděnými parapetními výplněmi (nahrazeny luxfery) v okapových stranách, které byly členěny lizénami, štítová strana měla štít se svisle kladeným dřevěným bedněním.

## Obytné budovy
v sedmdesátých letech 19. století byla postavena patrová obytná a kasárenská budova krytá valbovou střechou za kolejemi naproti původní první výpravní budovy. V roce 1891 byl pro drážní zaměstnance postaven patrový obytný dům z režného cihlového zdiva. Obytný dům byl postaven podle typového plánu (Normalplan No 356) a v obou podlažích byly dva dvoupokojové a dva jednopokojové byty s kuchyní a jedním společným příslušenstvím. Objekt je členěn lizénovými rámy z bílých cihel.[zdroj?]

## Současný provoz osobní dopravy
V roce 2021 suchdolské nádraží nabízelo kvalitní spojení s hlavním městem České republiky Prahou. Brzy ráno byl vypravován jeden spoj společnosti Leo Express a Českých drah (Expres Ostravan). Dále bylo během dne vypravováno několik spojů soukromého železničního dopravce Leo Express, ve směru do Prahy i Ostravy a Bohumína. Poslední vlak do Prahy odjížděl ve všední dny ze suchdolského nádraží v 16:27 hod, v neděli ve 20:35 hod.
Během dne jezdily každou hodinu přímé rychlíky do Brna (přes uzlové nádraží v Přerově), a Ostravy, 8 spojů ve směru do Prahy a 6 spojů ve směru do Ostravy a Bohumína nabízel také soukromý dopravce LEO Express.
Mimo důležité dálkové dopravy nádraží nabízí mnoho spojů v intencích osobních vlaků ve směru na Přerov a druhém směru na Bohumín. V nižší míře jezdí osobní vlaky přímo i do Olomouce (přes Přerov). Kromě toho je Suchdol nad Odrou přestupním uzlem pro města Nový Jičín, Fulnek, Odry, Vítkov a Budišov nad Budišovkou, ve všech případech jezdí do těchto měst pouze osobní vlaky.
Provoz stanice je řízen Centrálním dispečerským pracovištěm Přerov.
Stanice zajišťující odbavení cestujících v mezinárodní a vnitrostátní přepravě včetně rezervačních dokladů (místenky, lůžka a lehátka).

## Služby ve stanici
V železniční stanici jsou cestujícím poskytovány tyto služby: Vnitrostátní pokladní přepážka (ČD), Mezinárodní pokladní přepážka (ČD), Platba platební kartou, Úschovna kol, Úschovna zavazadel, bezbariérové WC, Výdej In Karet (ČD).[zdroj?]

## Galerie

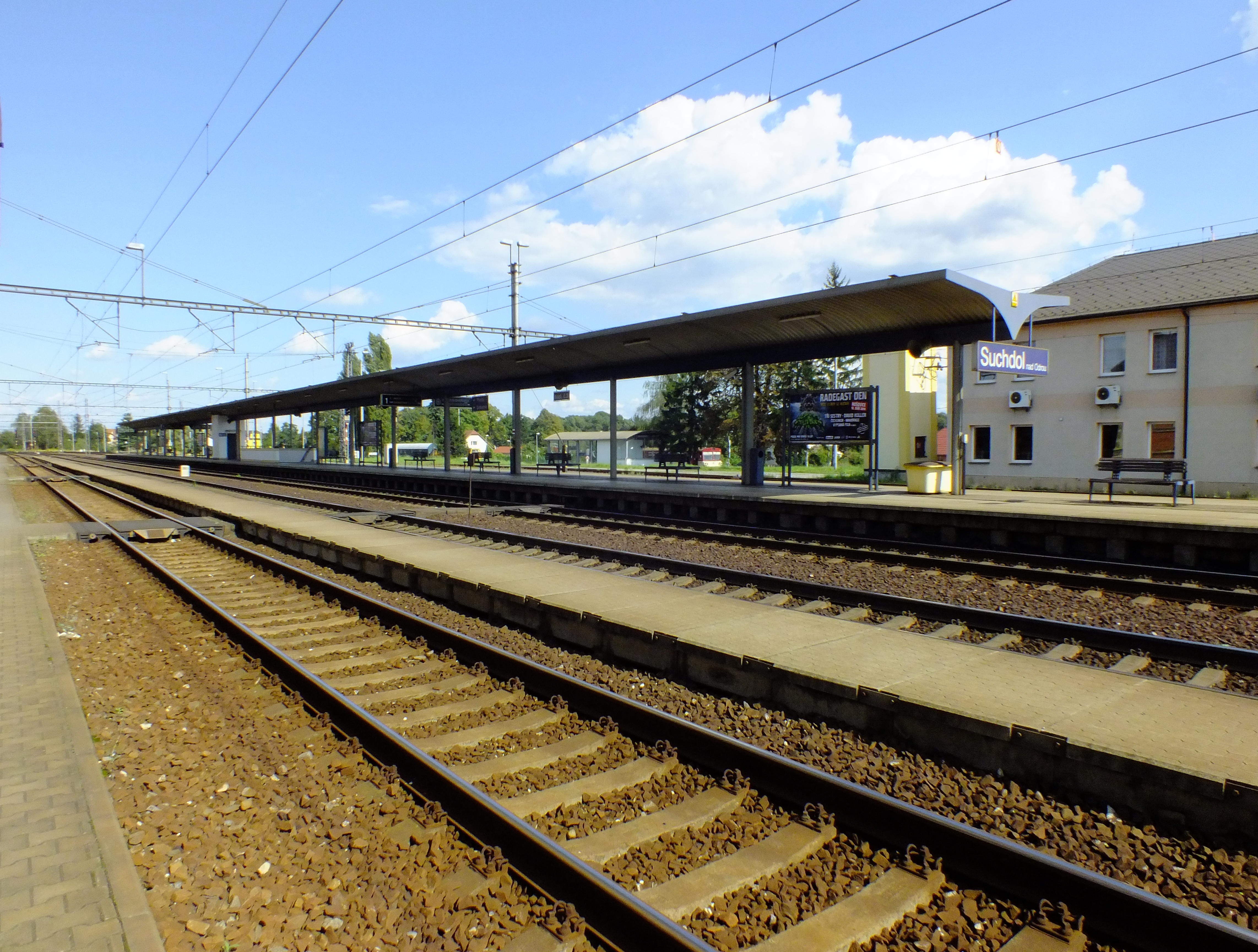
Nástupiště ve stanici
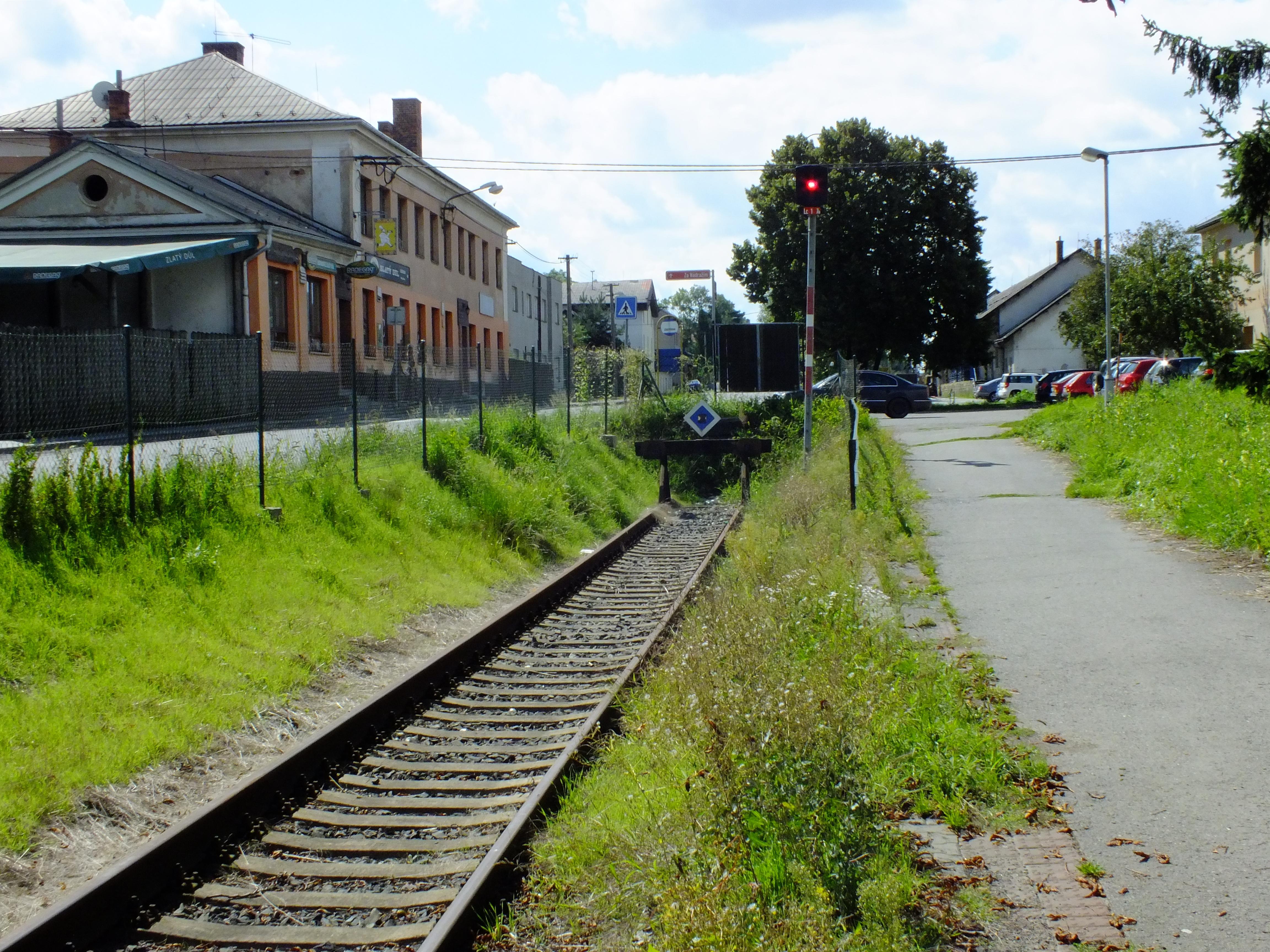
Konec tratě č. 278
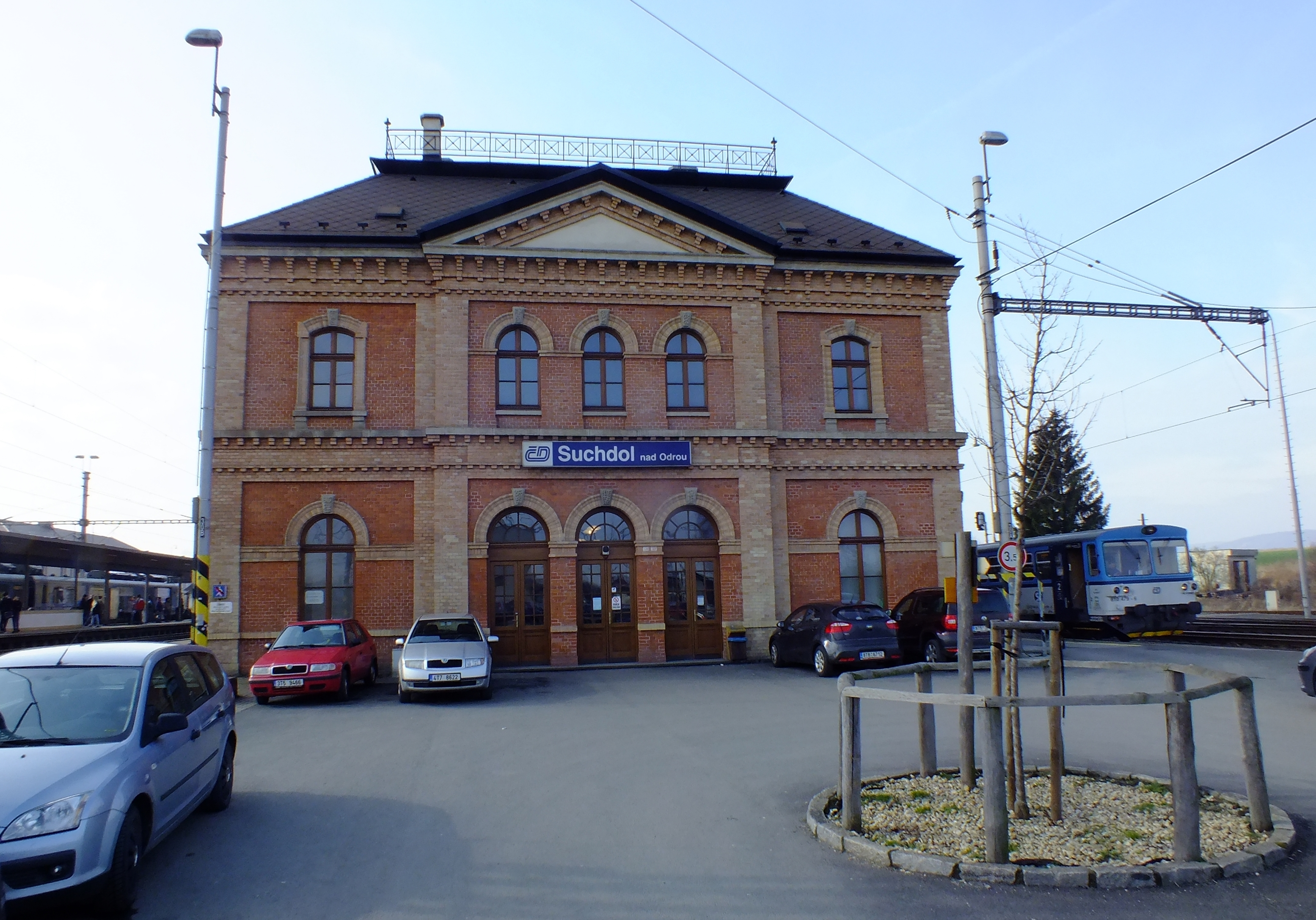
Pohled z ulice
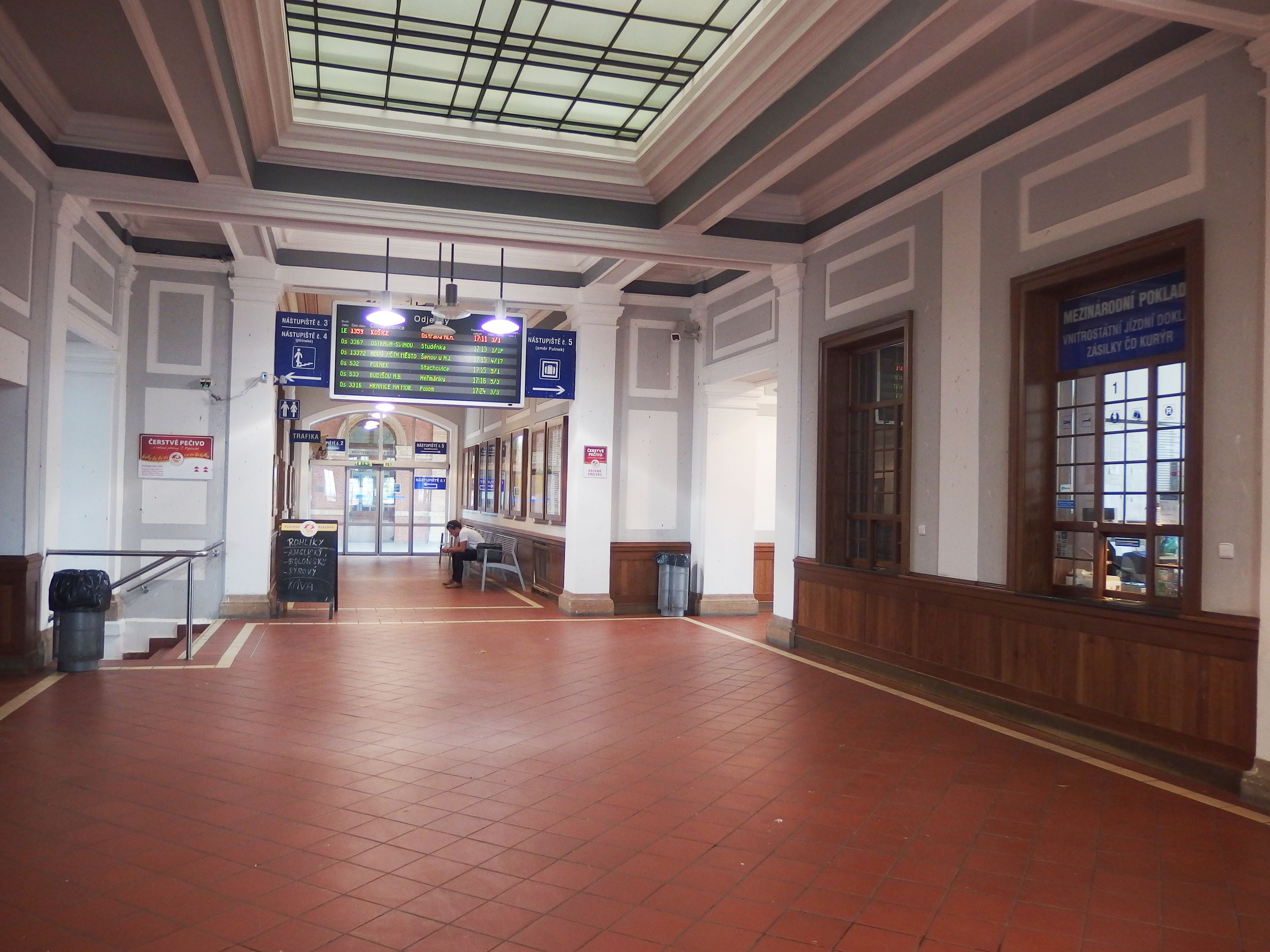
Nádražní hala
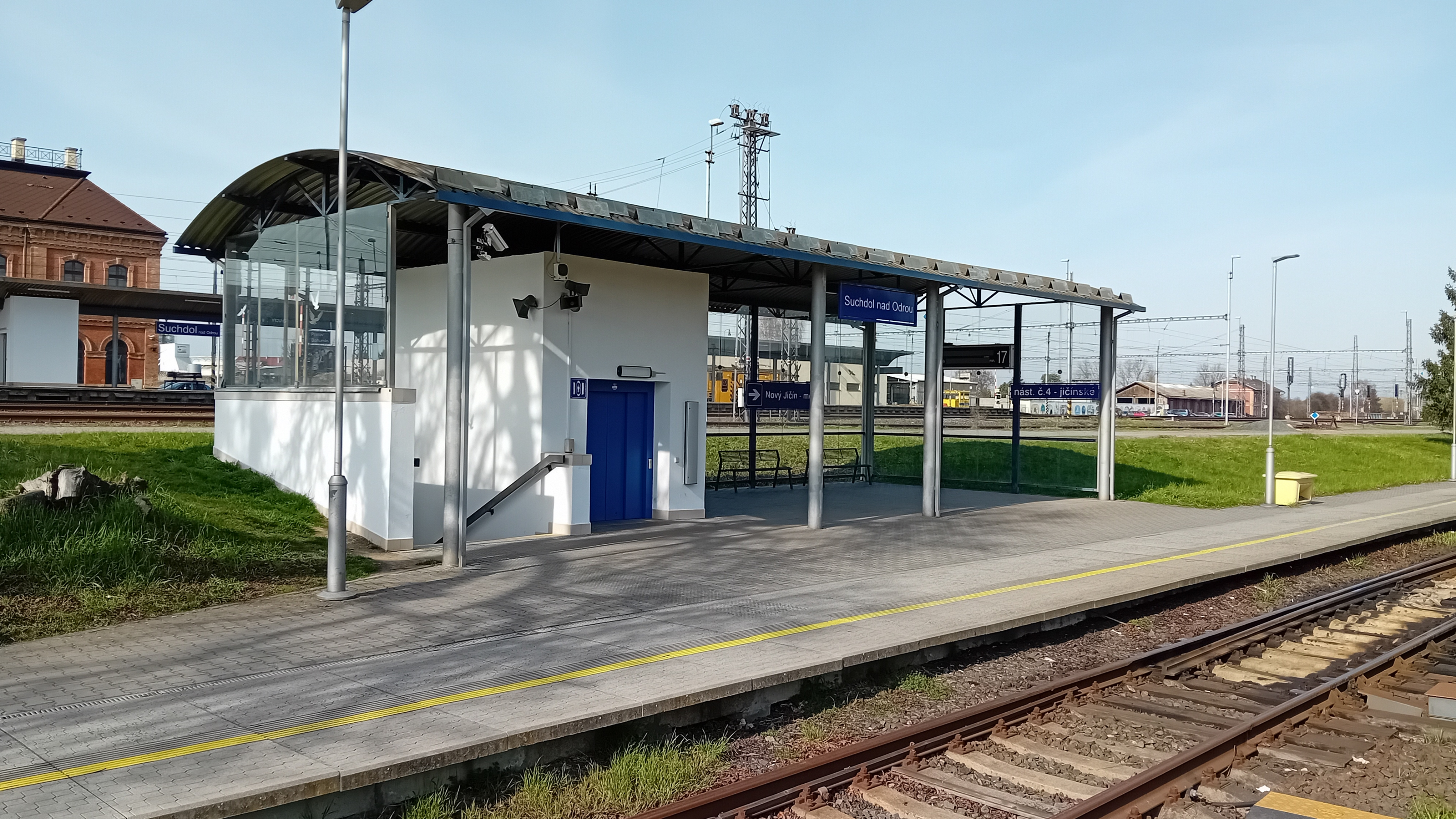
Jičínské nástupiště
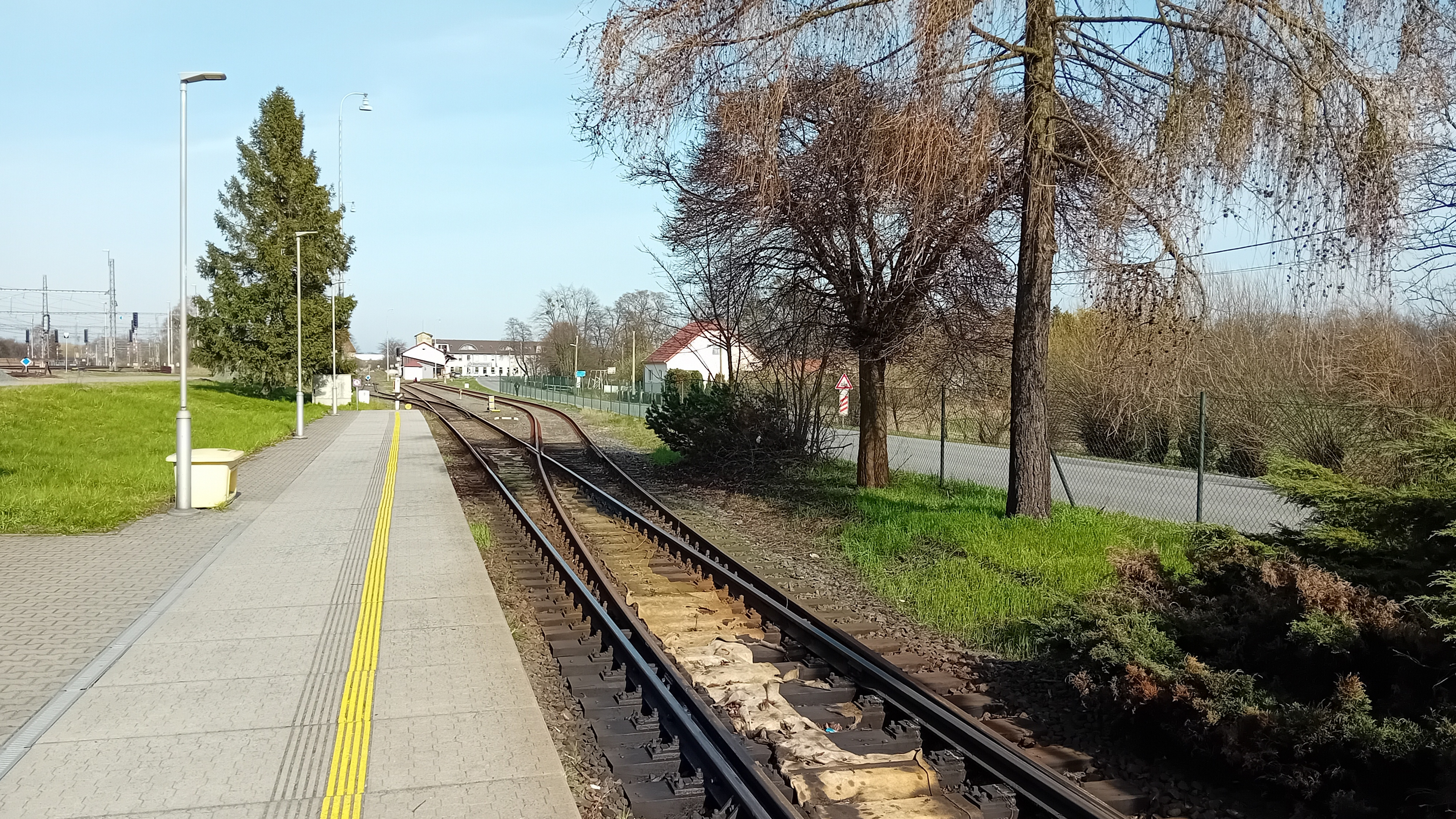
Jičínské kolejiště
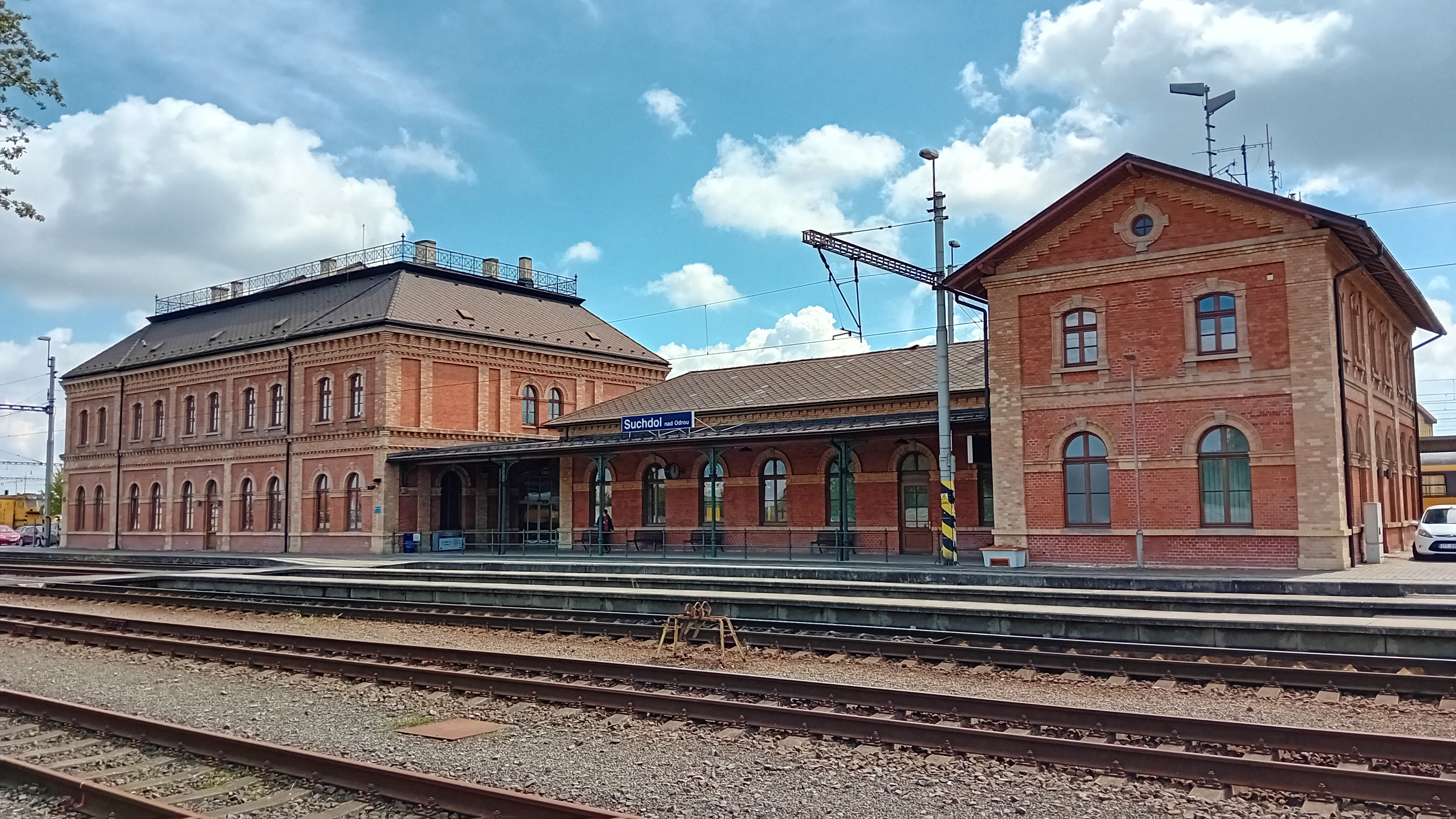
Budišovské nástupiště se staniční budovou
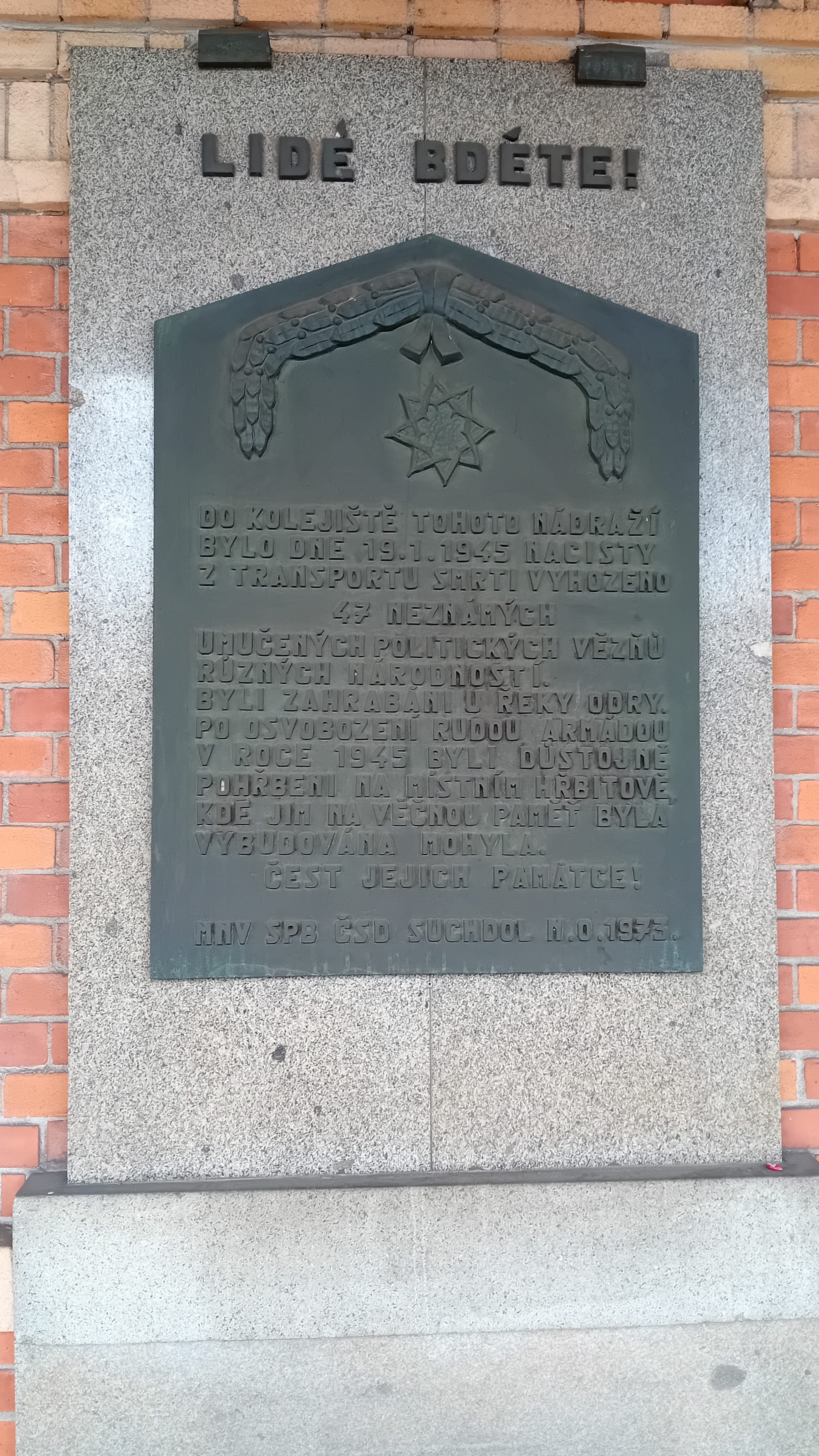
Pamětní deska